# Mascarita (historieta)
Mascarita es un cuaderno de aventuras creado por el guionista Federico Amorós y los dibujantes Pedro Alférez y Martínez Osete para la editorial Grafidea en 1949, con 28 números publicados.

## Trayectoria editorial
Alférez dibujó los primeros 17 números, siendo sustituido por Osete hasta su cancelación, con el número 28. El investigador Pedro Porcel atribuye su prematuro final a su inversión de los roles tradicionales, poco atractiva para los lectores del género.

## Argumento y personajes
Mascarita presenta las aventuras en la frontera mexicana de una heroína enmascarada, a la manera de un El Coyote femenino.

## Valoración
Pedro Porcel considera que, debido a su protagonismo femenino, Mascarita fue una serie adelantada a su tiempo. Para Jesús Cuadrado, fue además la mejor obra de Pedro Alférez, junto a sus primeros seriales infantiles.